# Ferran de Sagarra i de Siscar
Ferran de Sagarra i de Siscar (Barcelona, 20 d'agost de 1853 - Sant Somplesi 1939) va ser un historiador.

## Família
Ferran de Sagarra és pare de l'escriptor, poeta i dramaturg Josep Maria de Sagarra i de l'entomòleg Ignasi de Sagarra i fill de Ramon de Sagarra i de l'Espagnol. És avi de Joan de Sagarra, sogre de Mercè Devesa i consogre de Celestí Devesa.

## Biografia
Es llicencià el 1875 en estudis de dret civil i canònic a la Universitat de Barcelona. S'especialitzà en investigacions de caràcter històric. Fou un gran especialista en sigil·lografia. Entre els anys 1916 i 1932 publicà l'obra Sigil·lografia catalana: inventari, descripció i estudi dels segells de Catalunya. Aquesta obra va guanyar els premis Martorell i el Prix Duseigneur de l'Institut de França. També fou membre de la Reial Societat Arqueològica Tarraconense i de la Reial Acadèmia de la Història.
L'any 1917, cedí a l'Institut d'Estudis Catalans, del qual formà part des de 1925, la propietat del poblat ibèric del Puig Castellar, del qual, durant els estius dels anys 1904 i 1906 n'havia pagat els treballs d'excavació. Donà, en aquest mateix any, les troballes al Museu Arqueològic de Montjuïc. El 1925 fou l'advocat defensor de Ramon Arrufat i Arrufat, militant de Bandera Negra implicat en el complot de Garraf. De 1930 a 1932 fou president de l'Ateneu Barcelonès.
Políticament va militar en el carlisme fins que es va unir a la Lliga Regionalista, i fou elegit regidor de l'ajuntament de Barcelona pel districte IV el 1905. Després milità en Acció Catalana, partit amb el qual fou diputat de la Diputació de Barcelona el 1923.

## Obres
- Sigil·lografia catalana: inventari, descripció i estudi dels segells de Catalunya (1916-1932)
- "Missió Providencial de Santa Teresa de Jesús Infant" (1933)
- La Primera Guerra Carlina a Catalunya (1935)
- Les lliçons de la història. Catalunya en 1640
- Sant Vicenç de Sarrià ... Història d'aquesta vila i parròquia (1921)

## Fons personal
La documentació personal de Ferran de Sagarra, dipositada a l'Arxiu Històric de la Ciutat de Barcelona la integren un total de 608 documents corresponents a dues tipologies documentals: cartes i manuscrits. La part més nombrosa del fons correspon a l'epistolari que ha estat dividida en quatre apartats: epistolar sigil·logràfic, correspondència familiar, esborranys de Ferran de Sagarra del període 1888-1925 i cartes adreçades a altres corresponsals.
Part del fons personal es conserva a la Biblioteca de Catalunya.